# جوناثان كوهن
جوناثان كوهن (بالفرنسية: Jonathan Cohen)‏
```
هو 
ممثل
 
فرنسي
، ولد في 1980 في 
فرنسا
.
[
1
]
[
2
]
[
3
]
```

## وصلات خارجية
- جوناثان كوهن على موقع IMDb (الإنجليزية)
- جوناثان كوهن على موقع ألو سيني (الفرنسية)
- جوناثان كوهن على موقع ميوزك برينز (الإنجليزية)
- جوناثان كوهن على موقع أول موفي (الإنجليزية)
- جوناثان كوهن على موقع قاعدة بيانات الفيلم (الإنجليزية)
- جوناثان كوهن على موقع كينوبويسك (الروسية)